# Santa Maria de Madagascar
L'illa de Santa Maria de Madagascar (francès Sainte-Marie de Madagascar), abans anomenada Nossi-Ibrahim, i avui dia en malgaix Nosy Boraha (poc usat), és una illa de la regió de Analanjirofo, situada a entre 5 a 12 km de les costes del nord-est de Madagascar, a l'oceà Índic.
Destinació turística, l'illa de Santa Maria és coneguda pel seu caràcter autèntic i preservat, els seus reagrupaments de balenes, la seva història novel·lesca i la hospitalitat dels seus habitants.

## Geografia
De forma molt allargada, l'illa mesura 49 km de longitud per 5 km d'ample, amb una orientació sud-sud-oest/nord-nord-est. Al sud, l'île aux Nattes (2,5 km sobre 1,5 km) està separada de l'illa Sainte-Marie per un braç de mar d'aproximadament 400 m d'ampla. Una llacuna envolta aquestes dues illes.
El poble principal és Ambodifotatra, a aproximadament 10 km del sud de l'illa. L'aeroport està situat a la punta sud de l'illa i servida per Air Madagascar des de Tananarive i Tamatave. Nombrosos hotels se situen essencialment entre l'aeroport i Ambodifotatra.
L'illa és al veïnat d'ancorades i badies rellevants. Les cèlebres badies d'Antongil i de Tintingue van ser reductes de pirates de les mars del Sud, l'activitat dels filibusters i pirates o brivalls van conèixer un creixement a l'època clàssica entre 1620 i 1680.

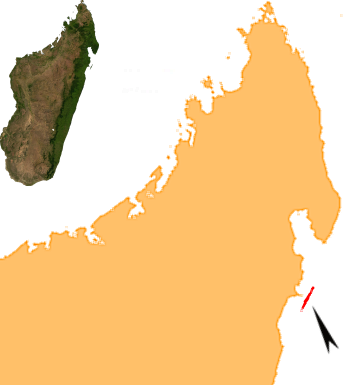
Localització de l'illa de Santa Maria de Madagascar

## Una història novel·lesca
Cap a 1506, els navegadors portuguesos van descobrir l'illa, el dia de l'Assumpció, lliurant-se d'un naufragi, i la van anomenar en l'honor de la Verge : « Santa Maria ». A aquesta època, de Constantin fa de l'illa la descripció següent:
"Els homes tenen quatre llances rematades amb punta de plata, (...) porten una peça teixida hàbilment amb algunes herbes de diversos colors. Cada un d'ells portava una mica d'aigua salada. Eren grans homes i de gran abast, com són comunament els d'aquesta illa. Tenen grans escuts de fusta amb què es cobreixen per complet quan s'ajauen, pel que es pot veure part dels seus peus. L'illa té una longitud de nord a sud al voltant d'un grau. El paisatge és agradable. Està ple de grans arbres bells i molt de verd. La terra és molt alta, però navegant al llarg de la costa, que pot veure que està separada en dues illes. "

### Un antic reducte de pirates

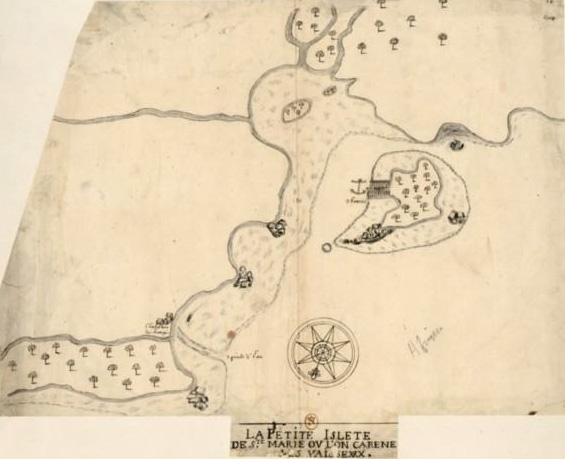
« La petita isle de Ste-Marie on es resguarden els vaisxells» (disseny del)

No lluny de les vies marítimes on transitaven naus tornant de les Índies plenes de riqueses, l'illa proveïa badies i ancorades protegides de les tempestes i on abundaven les fruites i l'aigua dolça; però això Santa Maria va esdevenir una base popular pels pirates al llarg del segle XVIIe.
Durant dos segles, l'illa va ser un reducte dels bandolers de les mars. Al segle xviiie, es diu que més de mil corsaris hi residien. Les seves naus s'acollien al llarg d'Ambodifotatra, la capital de l'illa. Cada dia més pirates: aquí es gaudia de pau prop del gran veí, Madagascar.
L'île aux Forbans, situada al cor de la badia d'Ambodifotatra, veurà residir allí figures llegendàries de la pirateria tals com John Avery, Christophe Condent, Thomas Tew, William Kidd, i Olivier Le Vasseur. Molts d'entre ells i deixaran arrels. Nombrosos vestigis d'aquesta història subsisteixen a Santa Maria. Per exemple, a la badia dels Forbans jeuen encara, a alguns metres de fons, diverses desenes de autèntics vaixells pirates.
Santa Maria està situat sobre dues importants rutes comercials del segle XVIIe: la de la mar Roja i la de l'oceà Índic. A aquella l'època ja la població era acollidora, l'aliment abundant i cap potència europea no tenia el control de l'illa. La regió a l'entorn va esdevenir en el curs del segle particularment controlada pels pirates mentre que el Carib, fins llavors lloc de reagrupament privilegiat dels filibusters internacionals, disminuïa en popularitat.
Les anades i vingudes dels galions espanyols carregats de tresors es feien més escassos al Carib. Sota el control dels francesos, l'illa de la Tortuga esdevenia, a poc a poc, un port tranquil i accessible. D'altra part, l'afluència de bucaners a Port Royal, antany important, no s'aixecava el tremolor de terra jamaicà de 1692. Més generalment, les nacions europees no toleraven més la pirateria i encoratjaven la caça als pirates per la seva patrulles navals en les aigües caribenyes.

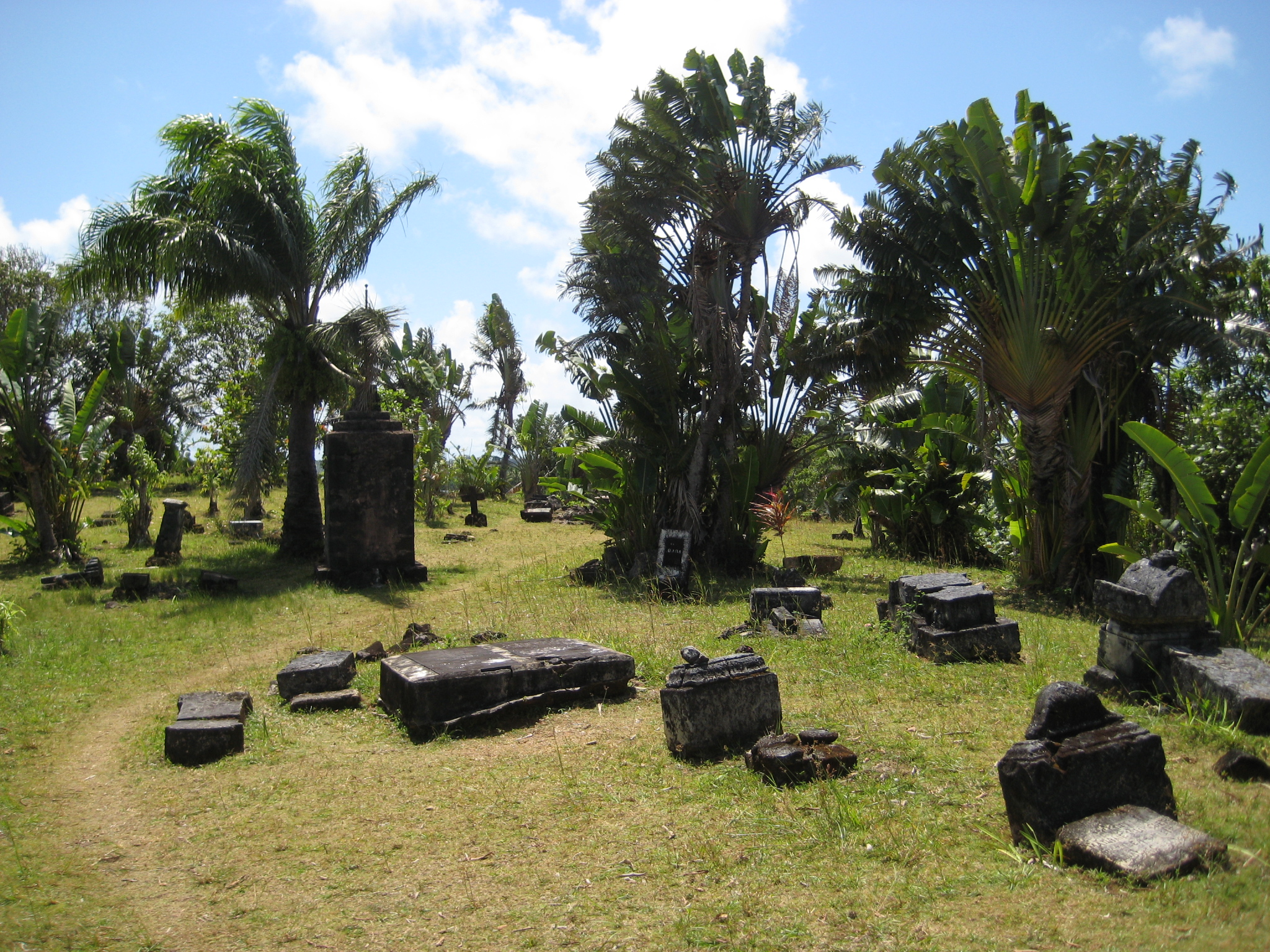
Cementiri de pirates

Al tomb de 1700, l'illa Santa Maria va esdevenir així el port de parada d'una vintena de vaixells i el lloc on habitaven un miler de pirates.
El rumor de les fortunes fàcils que s'hi feien van córrer per les mars. A la imatge de la república democràtica de Libertàlia, semblava que s'hi concretaven ideals d'igualtat, de llibertat i de fraternitat. La dèria per aquest port era tal que les nacions europees van començar a preocupar-se de l'impacte i del paper comercial i geopolític d'aquesta zona que no controlaven i oferir l'amnistia als pirates que es penedissin i tornessin al país d'origen. Es troben encara sobre l'illa nombrosos cementiris de pirates.
L'illa, pacificada per la Marina reial francesa fou ocupada per ciutadans francesos des de 26 de juliol de 1750 sota l'administració de Gosse (1750-1754), però va quedar abandonada el juliol de 1754; fou reocupada després de les guerres napoleòniques el 15 d'octubre de 1818 com a dependència de l'illa Borbó però la colonització no va començar fins vers 1820-1822. L'explotació de la fusta, la cultura de la canya de sucre i de l'arròs, la ramaderia dels bous per l'exportació van contribuir a l'eclosió de la petita capçalera de Port-Louis. Al final dels anys 1860, l'illa s'estenia segons un cadastre local sobre 90.995 hectàrees i comptava 5.900 habitants. Va ser agregada al govern de Mayotte i Nossi-Bé l'1 de març de 1843 però va formar colònia separada el 1853, fins que va passar a dependre de l'illa de la Reunió el 1876, situació que va durar fins al 1888 i llavors dependent de la colònia de Diego-Suárez, fins que fou incorporada a Madagascar el 28 de gener de 1896.

## Comandants
- 1819 - 1821 Jean-Louis Joseph Carayon
- 1821 - 1823 Jean-Baptiste Sylvain Roux
- 1823 François Fortuné Albrand
- 1823 - 1826 Bertrand Hercule Blévec
- 1826 - 1827 Giraud (interí)
- 1827 - 1830 Bertrand Hercule Blévec (segona vegada)
- 1830 Jean-Louis Joseph Carayon (segona vegada)
- 1830 - 1832 Étienne Henry Mengin Duval d'Ailly (de illa Borbó)
- 1832 - 1838 Jacques Philippe Cuvillier (de illa Borbó)
- 1838 - 1841 Anne Chrétien Louis de Hell (de illa Borbó)
- 1841 - 1849 Raymond Vergès
- 1849 - 1850 Pierre Balthasar Mermier
- 1850 - 1851 André Brisset
- 1851 - 1853 Pierre Balthasar Mermier (segona vegada)
- 1853 Félix Sylvain Grébert
- 1853 - 1855 Jean Pierre Thomas Durand
- 1855 - 1858 Anne Jean Baptiste Raffenel
- 1858 - 1868 Jean-Paul de la Grange
- 1868 - 1874 Louis Justin Ignace Blandinières
- 1874 - 1878 Charles Honoré Vassal
- 1878 - 1879 Pierre Aristide Faron (de Reunió)
- 1879 - 1886 Pierre Étienne Cuinier (de Reunió)
- 1886 - 1887 Henri Paul Marie Caillet (de Diego-Suárez)
- 1887 - 1896 Ernest Emmanuel Froger (de Diego-Suárez)

## Patrimoni
L'església de Santa Maria, situada a prop de Ambodifotatra, construïda l'any 1857, és l'església més vella de Madagascar.

## Administració
Santa Maria constitueix un municipi i un districte.

## Transports
L'illa disposa d'un aeròdrom.

## Una vegetació abundant
L'illa porta nombrosos sobrenoms entre els quals el de «l'illa-jardí ». Del fet d'un micro clima constant tot l'any, Santa Maria posseeix una abundant vegetació rellevant. Si les diverses cultures de condiments (girofle, canyella, vainilla, cafè, pebre) hi proliferen, Santa Maria ha sabut també conservar una ampli ventall de les diferents selves tropicals existents a Madagascar, entre els quals un autèntic bosc primari.

## Una fauna i una flora endèmiques

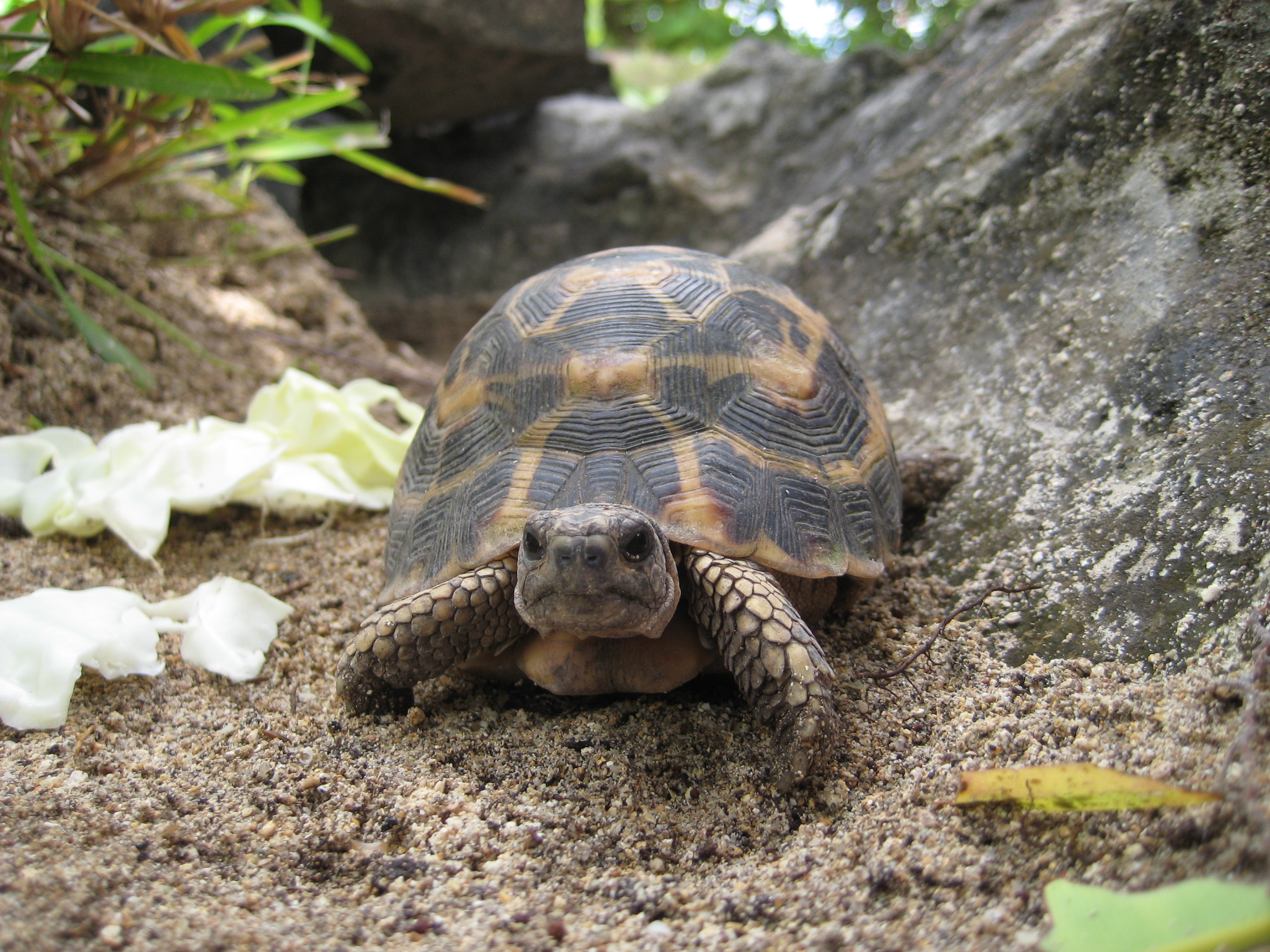
Pyxis planicauda al parc Endemika

El caràcter insular del lloc i les particularitats del sòl coralí han afavorit diverses adaptacions, tant sobre el plànol animal que vegetal, comportant inter-relacions úniques. Santa Maria està dotada d'una fauna i una flora molt rica; s'hi troba entre altres espècies diversos tipus de lèmurs així com una multitud de orquidàcies, entre les quals la magnífica Reina de Madagascar.

## Fons marins de qualitat
A l'abric dels taurons, la llacuna de l'illa de Santa Maria està dotada d'importants construccions coral·lines. La seva fauna i la seva flora submarines constitueixen un patrimoni natural preservat i un lloc de submarinisme de primer ordre en l'oceà Índic.

## Un santuari de balenes
L'illa acull cada any durant l'hivern austral un espectacular ballet. Importants grups de balenes (Megaptera novaeangliae) emigren des de la Antàrtida fins al canal de Santa Maria, lloc de reproducció ideal. Aquests plàcids gegants troben aquí condicions favorables al creixement dels joves i als seus jocs amorosos i acrobàtics abans el gran retorn cap a les mars fredes.

## Font
- Article escrit en col·laboració amb el Guia de l'illa Sainte-Marie de Madagascar
- Guia Carambole de Madagascar